# Purgen
Purgen (rusky Пурген) je ruská HC-punková hudební skupina. Založena byla roku 1989 v Moskvě jejím dosavadním frontmanem Ruslanem „Purgenem“ Gvozděvem.

## Současní členové
- Ruslan „Purgen“ Gvozděv – zpěv
- Lyokha Sektant - kytara